# Vallonska pilen
Vallonska pilen, på franska La Flèche Wallonne, är ett endagstävlingslopp för herrar på cykel som hålls i april varje år i Ardennerna i Belgien. Tävlingen går av stapeln mitt i veckan i slutet av april mellan de två tävlingarna Amstel Gold Race och Liège-Bastogne-Liège. 
Tävlingen ingår i UCI World Tour.
Loppet räknas till vårklassikerna och tillsammans med Liège-Bastogne-Liège och Amstel Gold Race utgör det Ardennerklassikerna. Ferdi Kübler (1951 och 1952), Stan Ockers (1955), Eddy Merckx (1972), Moreno Argentin (1991) och Alejandro Valverde (2006, 2015 och 2017) har alla lyckats med att vinna både Vallonska pilen och Liège-Bastogne-Liège under ett och samma år. Under säsongen 2004 lyckades italienaren Davide Rebellin vinna alla tre tävlingarna som ingår i Ardennerklassikerna: Vallonska pilen, Liège-Bastogne-Liège och Amstel Gold Race, något som Philippe Gilbert upprepade 2011. Ingen svensk har vunnit loppet, Sven-Åke Nilsson kom på andra plats 1980.
Alejandro Valverde innehar rekordet i antal vinster av tävlingen - fem stycken.

## Historia
Tävlingen startade 1936 för att öka försäljningen av tidningen Les Sports. Den första tävlingen vanns av belgaren Philippe De Meersman.
Tävlingssträckan har ändrats många gånger under åren. Den första tävlingen gick mellan Tournai och Liège. Men startplatser har också varit Charleroi (från och med 1948), men vid 1960-talet startade loppet istället i Liège och slutade i Charleroi. Start och mål har varit på samma plats i Verviers (1974–1978) och Huy (1983–1985). Sedan 1986 börjar tävlingen ofta i Spa eller Charleroi och slutar i staden Huy. Sedan 1990 har tävlingssträckan aldrig varit över 210 kilometer. Stigningen Mur de Huy är den mest kända i tävlingens bansträckning och har varit del av sträckningen sedan 1983. Cyklisterna ska upp för backen tre gånger, med mållinjen på toppen. Stigningen har en längd av 1 300 meter med en lutning på 9,3 procent, vissa delar av stigningen har en lutning på 26 procent. Tävlingen avgörs ofta uppför stigningen.

## Vallonska pilen för damer
Vallonska pilen för damer (franska: La Flèche Wallonne Femmes) startade 1998 och följer till stor del samma bana som herrarna, men distansen är kortare. Anna van der Breggen har vunnit tävlingen sju gånger och Marianne Vos fem.

## Podieplaceringar
| År                                                      | Vinnare               | Tvåa                     | Trea                      |
| ------------------------------------------------------- | --------------------- | ------------------------ | ------------------------- |
| 1936                                                    | Philippe De Meersman  | Alphonse Verniers        | Camille Michielsen        |
| 1937                                                    | Adolf Braeckeveldt    | Marcel Kint              | Albert Perikel            |
| 1938                                                    | Émile Masson junior   | Sylvère Maes             | Cyrille Dubois            |
| 1939                                                    | Edmond Delathouwer    | Huub Sijen               | Albert Perikel            |
| \| 1940 \| ej arrangerat på grund av andra världskriget |                       |                          |                           |
| 1941                                                    | Sylvain Grysolle      | Gustave Van Overloop     | Jacques Geus              |
| 1942                                                    | Karel Thijs           | Frans Bonduel            | Jacques Geus              |
| 1943                                                    | Marcel Kint           | Georges Claes            | Désiré Keteleer           |
| 1944                                                    | Marcel Kint           | Briek Schotte            | Marcel Quertinmont        |
| 1945                                                    | Marcel Kint           | Lucien Vlaemynck         | André Maelbrancke         |
| 1946                                                    | Désiré Keteleer       | René Walschot            | Edward Van Dijck          |
| 1947                                                    | Ernest Sterckx        | Maurice Desimpelaere     | Gustave Van Overloop      |
| 1948                                                    | Fermo Camellini       | Briek Schotte            | Camille Beeckman          |
| 1949                                                    | Rik Van Steenbergen   | Edward Peeters           | Fausto Coppi              |
| 1950                                                    | Fausto Coppi          | Raymond Impanis          | Jan Storms                |
| 1951                                                    | Ferdinand Kübler      | Gino Bartali             | Jean Robic                |
| 1952                                                    | Ferdinand Kübler      | Stan Ockers              | Raymond Impanis           |
| 1953                                                    | Stan Ockers           | Ferdinand Kübler         | Loretto Petrucci          |
| 1954                                                    | Germain Derycke       | Ferdinand Kübler         | Jan De Valck              |
| 1955                                                    | Stan Ockers           | Alfons Van den Brande    | Stanislas Bober           |
| 1956                                                    | Richard Van Genechten | Sante Ranucci            | André Vlayen              |
| 1957                                                    | Raymond Impanis       | René Privat              | Victor Wartel             |
| 1958                                                    | Rik Van Steenbergen   | Jef Planckaert           | Pierre Everaert           |
| 1959                                                    | Jos Hoevenaars        | Marcel Janssens          | Frans Schoubben           |
| 1960                                                    | Pino Cerami           | Pierre Beuffeuil         | Constant Goossens         |
| 1961                                                    | Willy Vannitsen       | Jean Graczyk             | Frans Aerenhouts          |
| 1962                                                    | Henri De Wolf         | Pino Cerami              | Hans Junkermann           |
| 1963                                                    | Raymond Poulidor      | Jan Janssen              | Peter Post                |
| 1964                                                    | Gilbert Desmet        | Jan Janssen              | Peter Post                |
| 1965                                                    | Roberto Poggiali      | Felice Gimondi           | Tom Simpson               |
| 1966                                                    | Michele Dancelli      | Lucien Aimar             | Rudi Altig                |
| 1967                                                    | Eddy Merckx           | Peter Post               | Willy Bocklant            |
| 1968                                                    | Rik Van Looy          | José Samyn               | Jan Janssen               |
| 1969                                                    | Jos Huysmans          | Eric De Vlaeminck        | Eric Leman                |
| 1970                                                    | Eddy Merckx           | Georges Pintens          | Eric De Vlaeminck         |
| 1971                                                    | Roger De Vlaeminck    | Frans Verbeeck           | Jos Deschoenmaecker       |
| 1972                                                    | Eddy Merckx           | Raymond Poulidor         | Willy Van Neste           |
| 1973                                                    | André Dierickx        | Eddy Merckx              | Frans Verbeeck            |
| 1974                                                    | Frans Verbeeck        | Roger De Vlaeminck       | Walter Godefroot          |
| 1975                                                    | André Dierickx        | Frans Verbeeck           | Eddy Merckx               |
| 1976                                                    | Joop Zoetemelk        | Frans Verbeeck           | Freddy Maertens           |
| 1977                                                    | Francesco Moser       | Giuseppe Saronni         | Freddy Maertens           |
| 1978                                                    | Michel Laurent        | Gianbattista Baronchelli | Dietrich Thurau           |
| 1979                                                    | Bernard Hinault       | Giuseppe Saronni         | Bernt Johansson           |
| 1980                                                    | Giuseppe Saronni      | Sven-Åke Nilsson         | Bernard Hinault           |
| 1981                                                    | Daniel Willems        | Adri van der Poel        | Guido Van Calster         |
| 1982                                                    | Mario Beccia          | Jostein Wilmann          | Paul Haghedooren          |
| 1983                                                    | Bernard Hinault       | René Bittinger           | Hubert Seiz               |
| 1984                                                    | Kim Andersen          | William Tackaert         | Heddie Nieuwdorp          |
| 1985                                                    | Claude Criquielion    | Moreno Argentin          | Laurent Fignon            |
| 1986                                                    | Laurent Fignon        | Jean-Claude Leclercq     | Claude Criquielion        |
| 1987                                                    | Jean-Claude Leclercq  | Claude Criquielion       | Rolf Gölz                 |
| 1988                                                    | Rolf Gölz             | Moreno Argentin          | Steven Rooks              |
| 1989                                                    | Claude Criquielion    | Steven Rooks             | Willem Van Eynde          |
| 1990                                                    | Moreno Argentin       | Jean-Claude Leclercq     | Gert-Jan Theunisse        |
| 1991                                                    | Moreno Argentin       | Claude Criquielion       | Claudio Chiappucci        |
| 1992                                                    | Giorgio Furlan        | Gérard Rué               | Davide Cassani            |
| 1993                                                    | Maurizio Fondriest    | Gérard Rué               | Claudio Chiappucci        |
| 1994                                                    | Moreno Argentin       | Giorgio Furlan           | Jevgenij Berzin           |
| 1995                                                    | Laurent Jalabert      | Maurizio Fondriest       | Jevgenij Berzin           |
| 1996                                                    | Lance Armstrong       | Didier Rous              | Maurizio Fondriest        |
| 1997                                                    | Laurent Jalabert      | Luc Leblanc              | Alex Zülle                |
| 1998                                                    | Bo Hamburger          | Frank Vandenbroucke      | Alberto Elli              |
| 1999                                                    | Michele Bartoli       | Maarten den Bakker       | Mario Aerts               |
| 2000                                                    | Francesco Casagrande  | Rik Verbrugghe           | Laurent Jalabert          |
| 2001                                                    | Rik Verbrugghe        | Ivan Basso               | Jörg Jaksche              |
| 2002                                                    | Mario Aerts           | Unai Etxebarria          | Michele Bartoli           |
| 2003                                                    | Igor Astarloa         | Aitor Osa                | Alexandr Shefer           |
| 2004                                                    | Davide Rebellin       | Danilo Di Luca           | Matthias Kessler          |
| 2005                                                    | Danilo Di Luca        | Kim Kirchen              | Davide Rebellin           |
| 2006                                                    | Alejandro Valverde    | Samuel Sánchez           | Karsten Kroon             |
| 2007                                                    | Davide Rebellin       | Alejandro Valverde       | Danilo Di Luca            |
| 2008                                                    | Kim Kirchen           | Cadel Evans              | Damiano Cunego            |
| 2009                                                    | Davide Rebellin       | Andy Schleck             | Damiano Cunego            |
| 2010                                                    | Cadel Evans           | Joaquím Rodríguez        | Alberto Contador          |
| 2011                                                    | Philippe Gilbert      | Joaquím Rodríguez        | Samuel Sánchez            |
| 2012                                                    | Joaquím Rodríguez     | Michael Albasini         | Philippe Gilbert          |
| 2013                                                    | Dani Moreno           | Sergio Henao             | Carlos Alberto Betancourt |
| 2014                                                    | Alejandro Valverde    | Dan Martin               | Michał Kwiatkowski        |
| 2015                                                    | Alejandro Valverde    | Julian Alaphilippe       | Michael Albasini          |
| 2016                                                    | Alejandro Valverde    | Julian Alaphilippe       | Dan Martin                |
| 2017                                                    | Alejandro Valverde    | Dan Martin               | Dylan Teuns               |
| 2018                                                    | Julian Alaphilippe    | Alejandro Valverde       | Jelle Vanendert           |
| 2019                                                    | Julian Alaphilippe    | Jakob Fuglsang           | Diego Ulissi              |
| 2020                                                    | Marc Hirschi          | Benoît Cosnefroy         | Michael Woods             |
| 2021                                                    | Julian Alaphilippe    | Primož Roglič            | Alejandro Valverde        |
| 2022                                                    | Dylan Teuns           | Alejandro Valverde       | Aleksandr Vlasov          |
| 2023                                                    | Tadej Pogačar         | Mattias Skjelmose        | Mikel Landa               |
| 2024                                                    | Stephen Williams      | Kévin Vauquelin          | Maxim Van Gils            |
| 2025                                                    |                       |                          |                           |
| 1940                                                    |                       |                          |                           |